# École internationale de Turku
L'école internationale de Turku est une école internationale située dans le quartier de Varissuo à Turku en Finlande.

## Présentation
En vertu de l'accord signé entre la vile de Turku et l'université de Turku, l'école normale de Turku assure les enseignements dispensés à l'école internationale.